# Aronija
Aronija je rod grmičevja, ki izvira iz vzhoda Severne Amerike ter ga sestavljajo dve, po nekaterih klasifikacijah pa tri podvrsti.  Bujno rastoči grm zraste od 1 do 3 m v višino, lahko pa se ga oblikuje tudi v manjše drevo. 
V naravi raste aronija največkrat v vlažnih gozdovih in močvirjih. Ljudje aronijo pogosto gojijo kot okrasno rastlino. Po jedrski katastrofi v Černobilu so plodove aronije uporabljali za blaženje zdravstvenih težav od radioaktivnosti obolelih ljudi. Zaradi visoke odpornosti na mraz, saj prenese zimsko temperaturo celo do -47 °C, aronijo mnogi imenujejo tudi »Sibirska borovnica« in so jo zasadili v Rusiji, na  Finskem in na Švedskem. Prav tako je rastlina odporna na sušo, škodljivce, onesnaženje in bolezni.

## Uporaba plodov aronije v zdravilstvu
Plodovi aronije so bogati z vitamini C, E, B2, B6, barvili antociani, folno kislino, zavirajo procese staranja, zagotavljajo več energije, ščitijo pred negativnimi učinki prostih radikalov. Plodove lahko uživamo sveže, sušene ali predelane v marmelade. Rastlina je uvrščena med zdravilne rastline.